# Gałązki Wielkie
Gałązki Wielkie – wieś w Polsce położona w województwie wielkopolskim, w powiecie ostrowskim, w gminie Nowe Skalmierzyce, nad Trzemną, w Kaliskiem, ok. 8 km od Nowych Skalmierzyc, ok. 12 km od Kalisza.

## Podział administracyjny
Miejscowość przynależała administracyjnie przed rokiem 1818 i w latach 1932–1934 do powiatu jarocińskiego, w latach 1818–1932 do powiatu pleszewskiego, w latach 1975–1998 do województwa kaliskiego, a w latach 1934–1975 i od 1999 do powiatu ostrowskiego.

## Historia
Znane od 1401 roku jako własność rycerska. W 1403 roku biskup poznański Wojciech Jastrzębiec, przekazał misjonarzom dziesięciny z Gałązek Wielkich i Gałązek Małych. W 1579 roku wieś była w posiadaniu Gałęskich oraz Mikołaja Kotowieckiego, a w 1618 roku do Kostrzewskich. 
Według Słownika geograficznego Królestwa Polskiego z 1881 roku w Gałązkach Wielkich były 2 domy i 33 mieszkańców, a obszar dworski liczył 5 domów i 97 mieszkańców i był własnością Henryka Skarżyńskiego.  

## Zabytki
- dwór
- park założony w XX wieku o powierzchni 0,8 ha[7]